# At-large congresdistrict van Nevada

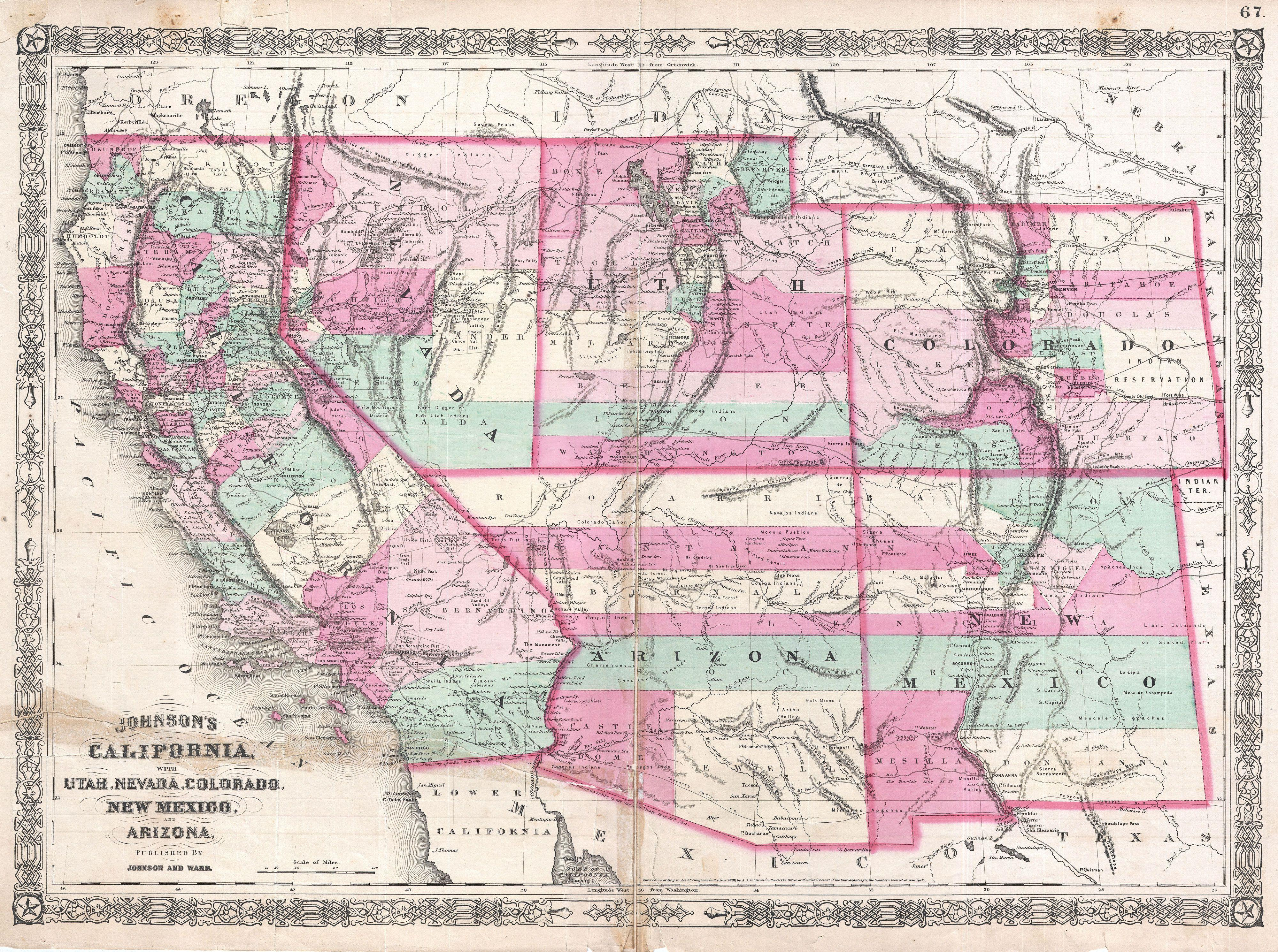
Een oude kaart van het zuidwesten van de VS in 1864, het jaar dat Nevada een staat werd en het at-large congresdistrict opgericht werd. In 1866 werd daar nog een deel van het noordwesten van Arizona, dat nu deel uitmaakt van Clark County, aan toegevoegd. In 1868 sloot de meest westelijke strook van Utah zich bij Nevada aan.

Het at-large congresdistrict van Nevada is een voormalig kiesdistrict voor het Amerikaanse Huis van Afgevaardigden. Het congresdistrict werd opgericht in 1864 toen Nevada een staat werd. Na de volkstelling van 1980 werd het district in 1983 opgeheven en vervangen door het eerste en tweede congresdistrict van Nevada.
Voor de eliminatie van het at-large district, vertegenwoordigde de toenmalige Democraat James David Santini Nevada in het Huis (Santini werd een Republikein in 1986).